# Патриарший местоблюститель
Местоблюсти́тель патриа́ршего престо́ла (иначе Патриарший местоблюститель, ранее Блюститель патриаршего престола) — временный исполняющий обязанности предстоятеля Русской православной церкви, когда эта должность вакантна или когда предстоятель церкви по каким-либо причинам не может исполнять свои обязанности. Исполняет обязанности до момента выбора Патриарха, отставки или кончины.

## История

### XVIII век
По смерти в 1700 году патриарха Адриана царь Пётр I в декабре 1700 года поставил во главе церковного управления митрополита Рязанскогой Стефана Яворского с титулом «экзарх, блюститель и администратор Патриаршего Стола» (1700 по 1721 год).

### По Определениям Всероссийского поместного собора 1917—1918 годов
Поместным собором 1917—1918 годов порядок избрания и производства выборов местоблюстителя устанавливался в двух определениях от 28.07.(10.08.)1918 «О Местоблюстителе Патриаршего Престола» и от 31.07.(13.08.)1918 «О порядке избрания Святейшего Патриарха», в которых указывалось:
- «По освобождении патриаршего престола, старейший из членов Священного Синода, после предварительного совещания с прочими членами Синода, незамедлительно созывает соединенное присутствие Священного Синода и Высшего Церковного Совета» (от 28.07.18. § 2);
- «В соединенном присутствии, под председательством того же старейшего иерарха, члены Священного Синода и Высшего Церковного Совета тайным голосованием избирают Местоблюстителя из среды присутствующих членов Священного Синода, причем, избранным считается получивший более половины избирательных голосов» (там же, § 3);
- «Местоблюститель патриаршего престола избирается на время междупатриаршества» (там же, § 1);
- «Священный Синод совместно с Высшим Церковным Советом в нарочитом заседании, под председательством Местоблюстителя патриаршего престола, постановляет о созыве в трехмесячный срок Собора для избрания Патриарха» (от 31.8.18. § 3).

### Местоблюстители в СССР и России в1925—1990 годах
В соответствии с завещательным распоряжением Патриарха Тихона, в случае его кончины права и обязанности Патриарха возлагались на митрополита Казанского Кирилла (Смирнова). В случае невозможности его принять такие права и обязанности, они, согласно распоряжению, переходили к митрополиту Ярославскому Агафангелу (Преображенскому); при неспособности последнего — их должен был исполнять митрополит Крутицкий Петр (Полянский). В связи с тем, что в момент кончины Патриарха Тихона 7 апреля 1925 года митрополиты Кирилл и Агафангел находились в ссылке, Патриаршим Местоблюстителем стал означенный митрополит Петр. Хотя с декабря 1925 года вплоть до расстрела в 1937 году митрополит Петр находился постоянно в заключении и в ссылках и выполнять обязанности Местоблюстителя не мог, в храмах Московской Патриархии его имя поминалось как имя Местоблюстителя. Фактически, обязанности Местоблюстителя выполнял митрополит Сергий (Страгородский), на основании распоряжения митрополита Петра: он был назван первым из трёх кандидатов, которым временно поручалось исправление обязанностей Местоблюстителя «в случае невозможности по каким-либо обстоятельствам» исправлять их митрополитом Петром. Митрополит Сергий усвоил себе именование «Заместителя Патриаршего Местоблюстителя». Однако, Поместный Собор 1917—1918 годов не предусматривал должность «Заместитель Патриаршего Местоблюстителя», равно как и должность «Патриаршего Местоблюстителя». В отличие от Местоблюстителя патриаршего престола, избираемого, согласно соборному Определению, членами Священного Синода на срок не более 3-х месяцев (до созыва Собора для избрания Патриарха), назначение Патриаршего Местоблюстителя (фактически — и. о. Патриарха) происходило в чрезвычайных обстоятельствах, при отсутствии органов церковного управления (Священный Синод, Высший Церковный Совет) и при невозможности созыва церковного Собора.
Когда осенью 1936 года в Патриархию поступило ложное сообщение о смерти митрополита Петра, Патриархией 27 декабря того же года был издан «Акт о переходе прав и обязанностей Местоблюстителя патриаршего престола Православной Российской Церкви к Заместителю патриаршего Местоблюстителя, Блаженнейшему митрополиту Московскому и Коломенскому Сергию (Страгородскому)». С того времени и до 8 сентября 1943 года, когда состоялся Собор епископов, избравший митрополита Сергия 12-м Патриархом Московским и всея Руси, митрополит Сергий носил титул Патриаршего Местоблюстителя.
В день кончины Патриарха Сергия 15 мая 1944 года было вскрыто его завещательное распоряжение, составленное 12 октября 1941 года, которым первым кандидатом на должность Местоблюстителя «во всём объёме присвоенных ей Патриарших прав и обязанностей» указывался митрополит Алексий (Симанский). В тот же день, на основании сложившейся по смерти Патриарха Тихона практики, Священный Синод принял к исполнению волю покойного. Митрополит Алексий был избран открытым голосованием 13-м Патриархом Московским и всея Руси на Поместном Соборе 2 февраля 1945 года.
По смерти Патриарха Алексия I (17 апреля 1970 года), 18 апреля 1970 года на экстренном заседании Священного Синода был констатирован «факт кончины Святейшего Патриарха и вступление в должность Местоблюстителя Митрополита Крутицкого Пимена», который стал им как старейший по хиротонии постоянный член Синода в соответствии с Положением об управлении Русской Православной Церковью, принятом 31 января 1945 года (п. 12 Гл. I). Поместный Собор 1971 года избрал его 14-м Патриархом Московским и всея Руси.
На поместном Соборе 1988 года был принят «Устав об управлении Русской Православной Церкви», в соответствии с которым избрание Патриаршего Местоблюстителя осуществляется Священным Синодом РПЦ из числа своих постоянных членов под председательством митрополита, замещающего Киевскую кафедру.
В соответствии с этим положением Устава после кончины Патриарха Пимена в 1990 году, Патриаршим Местоблюстителем был избран митрополит Киевский и Галицкий Филарет. Поместный собор, состоявшийся в этом же году, избрал 15-м Патриархом Московским и всея Руси митрополита Ленинградского и Новгородского Алексия. Местоблюстительство митрополита Филарета было самым непродолжительным в истории Русской православной церкви XX столетия.

### По Уставу Русской православной церкви 2000 года
По действующему Уставу Русской православной церкви, «в случае кончины Патриарха Московского и всея Руси, его ухода на покой, нахождения под церковным судом или иной причины, делающей невозможным исполнение им патриаршей должности, Священный синод под председательством старейшего по хиротонии постоянного члена Священного Синода немедленно избирает из числа своих постоянных членов Местоблюстителя Патриаршего Престола. Процедуру избрания Местоблюстителя устанавливает Священный Синод», а митрополит Крутицкий и Коломенский вступает в самостоятельное управление Московской епархией.
Не позднее шести месяцев по освобождении Патриаршего престола Местоблюститель и Священный синод в порядке, определённом п. 2 раздела II Устава, созывают Поместный собор для избрания нового Патриарха Московского и всея Руси.